# Le Tourneur
Le Tourneur település Franciaországban, Calvados megyében. Lakosainak száma 642 fő (2018. január 1.). Le Tourneur Le Bény-Bocage, Brémoy, Carville, La Ferrière-Harang, Saint-Denis-Maisoncelles, Saint-Martin-des-Besaces és Saint-Pierre-Tarentaine községekkel határos.

## Népesség
A település népességének változása:
| Lakosok száma | 738  | 687  | 527  | 506  | 500  | 577  | 608  | 624  | 638  | 642  |
|               | 1962 | 1968 | 1982 | 1990 | 1999 | 2008 | 2011 | 2013 | 2017 | 2018 |